# 산악전

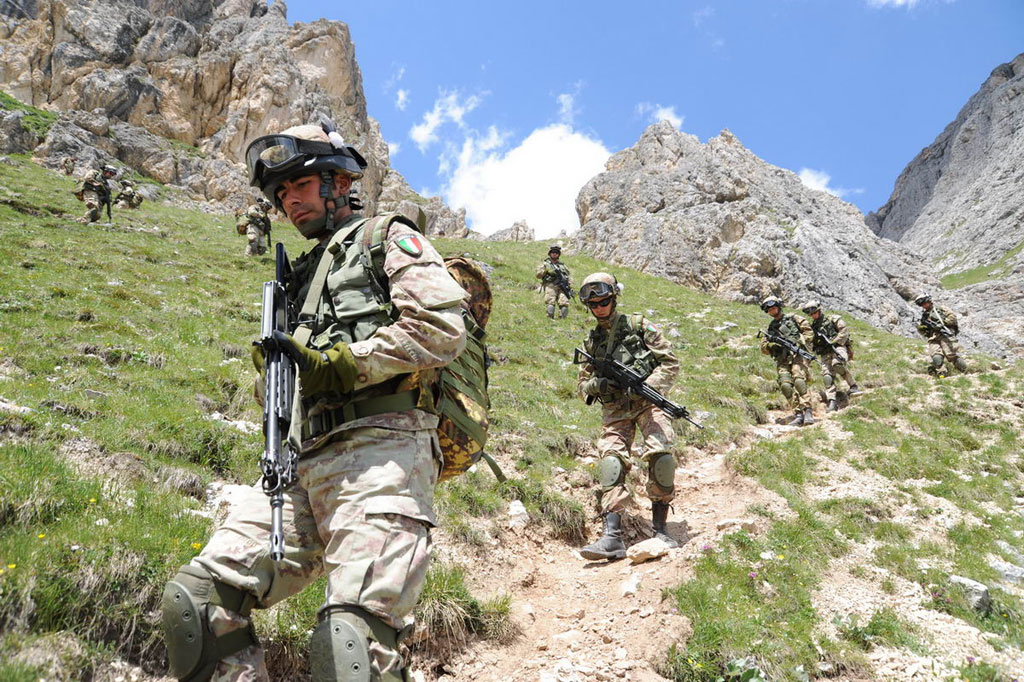

산악전(山岳戰, mountain warfare)은 산을 비롯한 험지에서 이루어지는 전쟁이다. 산악전은 적과의 교전 뿐 아니라 혹독한 기후와 위험한 지형으로부터 살아남아야 하기에 가장 위험한 전투 형태 중 하나로 손꼽힌다.
산맥은 예로부터 자연국경이자 수원지로서 전략적 중요성을 지녀 왔다. 고지대에 위치한 잘 준비된 적을 공격하는 것은 평지에서 전투를 수행했을 때와 비교해서 공격측의 피해가 훨씬 더 커진다. 대개 평지에서 공세가 성공하기 위한 공격측의 규모는 방어측의 3배인데, 산악지형에서는 그보다 더 많아진다. 산악은 번개, 돌풍, 낙석, 눈사태, 빙설, 매서운 추위, 크레바스 투성이의 빙하 등으로 인해 일년 사시사철 언제나 위험한 장소이며, 병력 및 물자의 느린 행군 속도는 모두 전투원에 대한 위험으로 돌아가게 된다. 가파른 경사를 오르내리며 이동, 증원, 의무후송 등을 수행하는 것은 엄청난 에너지 소모를 요한다.

## 산악전의 역사

### 전근대
산악전이라는 개념이 처음 구체화된 것은 중세 유럽의 강대국들이 알프스산맥 위의 스위스를 정복하기 어려워한 데서 비롯된다. 스위스는 소수의 병력으로 유리한 고지를 선점하여 기동능력이 무력화된 대규모의 적군을 영격할 수 있었다. 그 뒤로도 게릴라, 파르티잔 등 비정규군은 주로 산맥을 은신처로 선택했고, 이를 공격하는 정규군은 큰 출혈을 감수해야 했다. 나폴레옹 보나파르트의 이탈리아 전역과 티롤 반란 당시에도 산악전이 큰 역할을 했다.

### 양차 대전

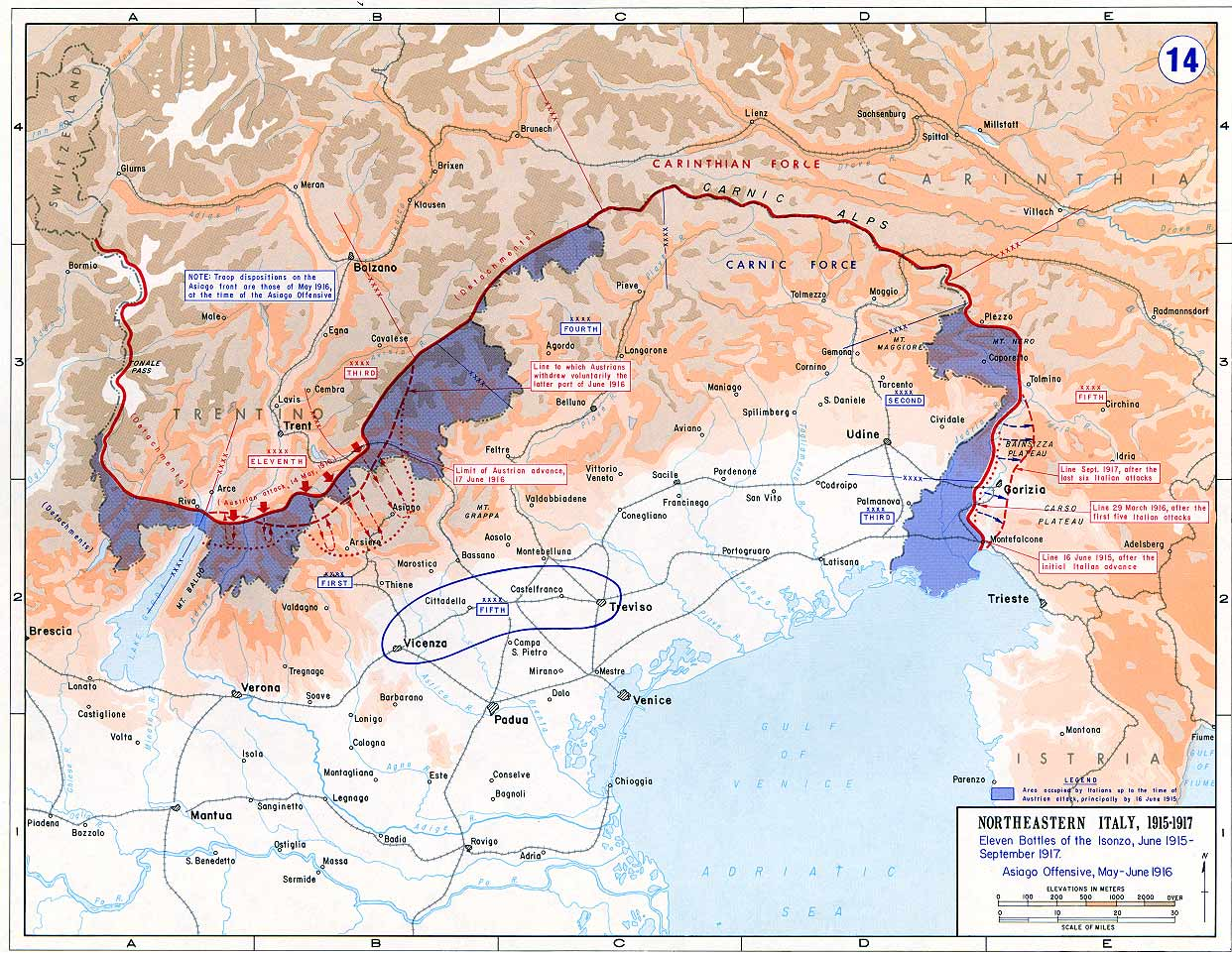
1915년 ~ 1917년 이탈리아 전선.

제1차 세계 대전이 발발하자 산악전은 다시 화두로 떠오른다. 일부 국가는 그전까지 사용된 바가 없는 산악사단을 운용했다. 오헝 제국의 방어군은 율리안알프스산맥 및 돌로미티산맥을 이용해 이탈리아군을 격퇴했는데, 이들 산맥에서는 총에 맞아 죽는 사람보다 동상이나 산사태로 죽는 사람이 더 많았다. 1918년 여름, 이탈리아 전선에서 벌어진 산마테오 전투는 해발 3678 미터에서 교전이 발생했으며, 이는 1999년 카르길 분쟁이 해발 5600 미터로 갱신할 때까지 가장 높은 곳에서 발생한 전투로 기록되었다. 1914년 12월, 오스만 제국 최고사령관 엔베르 파샤는 코카서스의 러시아에 대한 공세를 시작했다(사리카미시 전투). 한겨울에 산속에 웅거한 러시아군에 대한 공격을 계속한 결과 엔베르는 병력의 86%를 잃었다.
제2차 세계 대전 때의 주요 산악전:
- 나르비크 전투
- 코코다 가도 전역
- 순록 작전
- 농수 작전